# Kazue
Kazue ist ein weiblicher japanischer Vorname.

## Namensträgerinnen
- Kazue Hoshi (* um 1960), japanische Badmintonspielerin
- Kazue Kineri (* 1973), japanische Skeletonpilotin
- Kazue Shinkawa (1929–2024), japanische Lyrikerin
- Morisaki Kazue (1927–2022), japanische Schriftstellerin